# Roman Vasyanov
Roman Vasyanov, russisch Роман Васьянов, transkribiert Roman Wasjanow (* 24. Oktober 1980 in Moskau) ist ein russischer Kameramann.

## Leben
Roman Vasyanovs Vater war als Fotograf für das in den Vereinigten Staaten veröffentlichte Magazin The USSR tätig.
Im Alter von 12 Jahren begann Vasyanov mit ersten Kameraarbeiten. Später wirkte er vor allem an der Produktion von Werbespots. Er übernahm die Kameraarbeit für mehr als 300 Werbespots für Marken wie Philips, Puma, Budweiser, Dell und Pepsi.
2012 übernahm er die Kamera in David Ayers Polizeithriller End of Watch, die ihm eine Nominierung bei den Independent Spirit Awards 2013 in der Kategorie Beste Kameraarbeit einbrachte. Danach zeichnete Vasyanov für die Kameraarbeit in den Filmen The Motel Life und The East verantwortlich.

## Filmografie (Auswahl)
- 2005: Notschnoi prodawez (Ночной продавец)
- 2006: Piranha (Охота на пиранью)
- 2007: Tiski (Тиски)
- 2008: Hipsters (Стиляги)
- 2010: Yavlenie prirody (Явление природы)
- 2010: The Gift (Kurzfilm)
- 2012: End of Watch
- 2012: The Motel Life
- 2013: The East
- 2013: Lang lebe Charlie Countryman (The Necessary Death of Charlie Countryman)
- 2014: Herz aus Stahl (Fury)
- 2016: Suicide Squad
- 2017: The Wall
- 2017: Thank You for Your Service
- 2017: Bright